# Entandrophragma bussei
Entandrophragma bussei es una especie de árbol perteneciente a la familia Meliaceae. Es originaria de África tropical.

## Descripción
Es un árbol de hoja caduca que alcanza los 10-20 m de altura, de corteza gris y escamosa (como un Platanus), tiene hojas de 30 cm de largo, con 5-7 foliolos ovados, asimétricos, suavemente pubescentes por debajo, las flores y frutos son similares a las de Entandrophragma utile.

## Distribución y hábitat
Se encuentra en el matorral caducifolio con Commiphora, a menudo con Cordyla densiflora y Adansonia digitata, en bosques caducifolios y matorrales; a una altitud de 785-1220 metros. Está estrechamente relacionada con Entandrophragma spicatum.